# Gliese 43
Gliese 43 is een hoofdreeksster van het type M, gelegen in het sterrenbeeld Phoenix op 97,4 lichtjaar van de Zon. De ster heeft een baansnelheid rond het galactisch centrum van 81,6 km/s.